# Endopachys grayi
Endopachys grayi är en korallart som beskrevs av Milne Edwards och Jules Haime 1848. Endopachys grayi ingår i släktet Endopachys och familjen Dendrophylliidae. Inga underarter finns listade i Catalogue of Life.